# Louis de Lacger
Louis de Lacger ou de Lacger-Camplong, né le 27 décembre 1871 à Castres et mort le 4 janvier 1961 à Cuq, est un prêtre et historien français.

## Biographie
Louis de Lacger nait le 27 novembre 1871 à Castres (Tarn). Il est issu d'une famille de la noblesse tarnaise,, ayant possédé la seigneurie de Camplong, et titrée baron d'Empire sous le Ier Empire. Il devient prêtre catholique et enseigne tout d'abord au Grand séminaire d'Albi, à partir de 1925. Il y est professeur d'histoire de l'Église. Il prend ensuite le poste de professeur d'histoire et d'archéologie à l'École supérieure de théologie d'Albi en 1929.
En parallèle de ses activités religieuses, il rédige de nombreux livres sur l'histoire religieuse, principalement en lien avec le département du Tarn. En 1927, pour son ouvrage intitulé Histoire de l’abbaye de Saint-Salvy d’Albi, du VIe au XIIe siècle, il obtient le prix Montyon de l'Académie française. Il écrit aussi régulièrement des articles pour le Bulletin de littérature ecclésiastique de l'Institut catholique de Toulouse.
Il meurt le 4 janvier 1961 à Cuq (Tarn). Une rue à Castres porte en son honneur le nom de « rue chanoine Louis de Lacger ».

## Publications

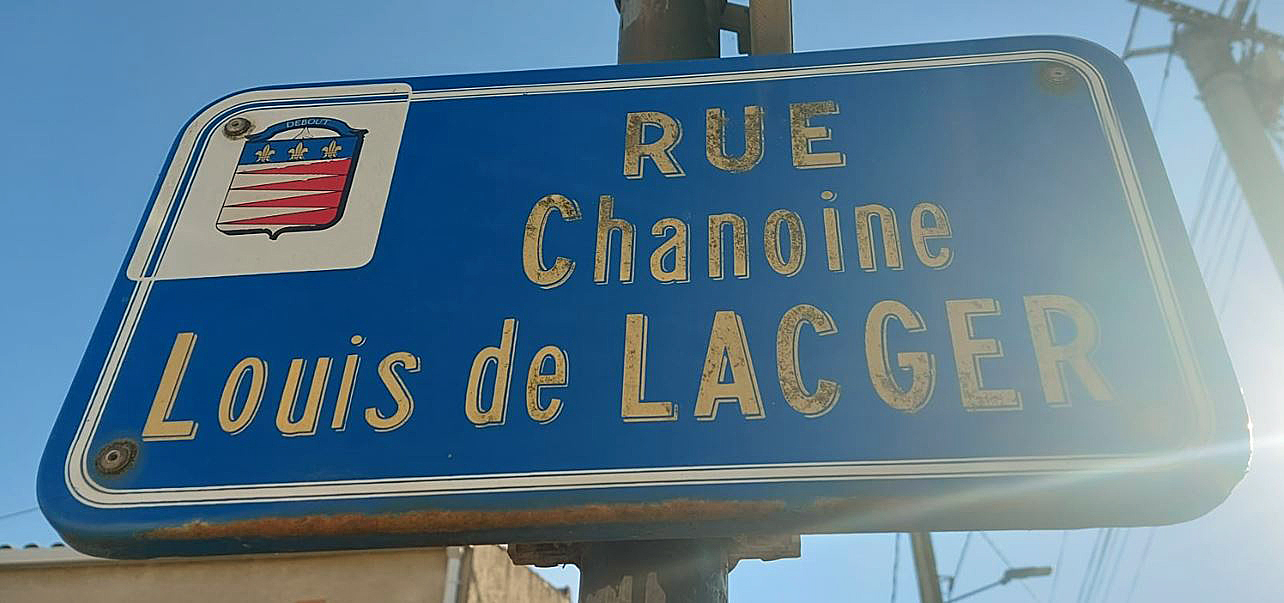
rue chanoine Louis de Lacger (1871-1961), Castres

- 1896 : Le Clergé et ses obligations militaires, petit manuel pratique à l'usage des séminaristes et des religieux novices à la caserne
- 1901 : « La plaine hongroise : Alföld et Puszta », Annales de géographie, no 54,‎ 1901, p. 438-444 (lire en ligne)
- 1903 :
  - « Étude de morphologie glaciaire : le Hasli im Grund », Annales de géographie, no 64,‎ 1903, p. 289-302 (lire en ligne)
  - « de Lausanne à Zermatt : Excursion de géographie physique en Suisse », Annales de géographie, no 66,‎ 1903, p. 411-427 (lire en ligne)
- 1905 : Essai sur le Tyrol méridional
- 1909 : Âmes apostoliques au patronage
- 1913 : L'Évêque, le roi, le clergé et la commune à Albi pendant la seconde moitié du XIVe siècle
- 1918 : Eudoxe-Irénée Mignot, archevêque d'Albi
- 1921 : 
  - États administratifs des anciens diocèses d'Albi, de Castres et de Lavaur
  - Albi au XIIIe siècle.
- 1923 : De l'Authenticité des reliques de sainte Cécile, Rome et Albi
- 1924 : 
  - L'abbaye Saint-Michel de Gaillac en Albigeois, de sa fondation à sa sécularisation, du milieu du Xe siècle à l'année 1534 ;
  - Gaillac en Albigeois, son évolution historique
- 1927 :
  - Histoire de l’abbaye de Saint-Salvy d’Albi, du VIe au XIIe siècle qui reçut la même année le prix Montyon décerné par l'Académie française et par l'Académie des sciences
  - L’église et le couvent des Annonciades à Albi
  - Statuts synodaux inédits du diocèse d'Albi au XIIIe siècle
  - « Saint Vincent de Saragosse », Revue d'histoire de l'Église de France, vol. 60,‎ 1927, p. 307-358 (lire en ligne)
- 1929 : Le château des évêques d'Albi
- 1933 : L'Albigeois pendant la crise de l'Albigéisme
- 1935 : 
  - Albi et son développement jusqu'au déclin du XIIIe siècle
  - En faveur d'un rapprochement entre musulmans et chrétiens au Maroc, Limoges, Imprimerie Société des Journaux et Publications du Centre, 1935 (lire en ligne)
  - Charles de Jésus, vicomte de Foucauld, 1858-1916
- 1936 : Juifs, païens et chrétiens. Le Christianisme aux origines et à l'âge apostolique
- 1937 :
  - Histoire de Castres et de son abbaye : de Charlemagne à la guerre des Albigeois, Bibliothèque de la Revue du Tarn, 1937 (lire en ligne)
  - « La primatie d'Aquitaine du VIIIe au XIVe siècle », Revue d'histoire de l'Église de France, vol. 23, no 98,‎ 1937, p. 31 à 34 (ISSN 0398-4214, lire en ligne)
- 1939 : Ruanda : Le Ruanda ancien (t1) Le Ruanda moderne (t2), Namur, Grands Lacs, 1939
- 1947 : Aperçu de la réforme grégorienne dans l'Albigeois
- 1950 : Louis d'Amboise, évêque d'Albi, 1474-1503, l'homme d'État et le protecteur des arts
- 1953 : Spiritualité de l'hérésie, le catharisme
- 1954 : Bernard de Castanet, évêque d'Albi, 1276-1308
- 1957 : « La crise religieuse de la Révolution dans le Tarn », dans Bulletin de littérature ecclésiastique, 1957, tome 58, no 1, p. 25-51 (lire en ligne)
- 1958 : « L'Église d'Albi du Concordat de 1801 à l'année 1879 », dans Bulletin de littérature ecclésiastique, 1958, tome 59, no 2, p. 95-118 (lire en ligne)
- 1960 : « L'Église d'Albi au tournant de la Séparation sous la Troisième République (1879-1925) », dans Bulletin de littérature ecclésiastique, 1960, tome 61, no 3, p. 204-222 (lire en ligne)
- 1962 : Histoire religieuse de l'Albigeois

## Récompenses
- 1927 : prix Montyon - décerné par l'Académie française et par l'Académie des sciences - pour Histoire de l’abbaye de Saint-Salvy d’Albi, du VIe au XIIe siècle[6]